# QX (Zeitschrift)
QX ist eine monatlich in Schweden erscheinende LGBT-Zeitschrift.
Das Magazin wurde 1995 in Stockholm gegründet. QX erscheint monatlich und wird vom Unternehmen QX Förlag AB herausgegeben. QX verfügt über einen umfangreichen schwul-lesbischen Veranstaltungskalender und eine Onlineausgabe. Das Magazin ist das auflagenstärkste LGBT-Magazin in ganz Skandinavien. Seit 2001 organisiert QX die jährliche QX Gaygala (inklusive QX Gay Awards) in Stockholm.